# Etchingham
Etchingham is een civil parish in het bestuurlijke gebied Rother, in het Engelse graafschap East Sussex met 806 inwoners.